# Joan Masgrau i Miquel
Joan Masgrau i Miquel   (Barcelona, 26 de març de 1903 - Barcelona, 21 d'agost de 1971) fou un futbolista català de la dècada de 1920.
Jugava a la posición de davanter. Jugà majoritàriament a l'equip reserva del RCD Espanyol. Només va jugar un partit oficial amb el primer equip. Va ser la temporada 1921-22, al Campionat de Catalunya, davant l'Avenç.